# چسکو بازه‌جو
چسکو بازه‌جو (ایتالیایی: Cesco Baseggio؛ ‏ ۱۳ آوریل ۱۸۹۷ – ۲۲ ژانویهٔ ۱۹۷۱) هنرپیشه اهل ایتالیا بود.
از فیلم‌ها یا برنامه‌های تلویزیونی که وی در آن نقش داشته‌است می‌توان به مزاحم، ده فرمان، جوزپه وردی و بیوه اشاره کرد.